# 푸치코
푸치코는 디지캐럿 시리즈의 등장인물이다. 애니메이션에서 목소리를 연기한 성우는 일본판은 사와시로 미유키이고 한국판은 박신희(1대 디지캐럿 시리즈), 조진숙(디지캐럿뇨(은하공주 디지캐럿)(한국명 : 푸치))이다.

## 소개
- 푸치캐럿(푸치코) : 사와시로 미유키, 박신희(1대 디지캐럿 시리즈), 조진숙(디지캐럿뇨(은하공주 디지캐럿)(한국명 : 푸치))

데지코의 동생으로 나이는 5살, 생일은 1월 21일, 키 103cm, 체중 18kg. 데지코와 함께 지구로 왔다. 본명은 카푸치노 푸치캐럿으로 푸치코라고 부른다. KBS판에서는 푸치라고 불린다.